# Drassinella unicolor
Drassinella unicolor là một loài nhện trong họ Phrurolithidae.
Loài này thuộc chi Drassinella. Drassinella unicolor được Ralph Vary Chamberlin & Wilton Ivie miêu tả năm 1935.